# 豪斯鲁克山区弗兰肯堡
豪斯鲁克山区弗兰肯堡是奥地利上奥地利州弗克拉布鲁克县的一个市镇。总面积49平方公里，总人口4947人，人口密度101.0人/平方公里（2005年）。